# Mikel Retegi
Retegi  Goñi est un nom espagnol. Le premier nom de famille, en général paternel, est Retegi ; le second, en général maternel, souvent omis, est Goñi.
Mikel Retegi Goñi,, né le 27 avril 2001 à Barañáin, est un coureur cycliste espagnol. Il est membre de l'équipe Kern Pharma.

## Biographie
Mikel Retegi est le petit-cousin de Julián Retegi (es), souvent considéré comme le meilleur joueur de pelote basque de l'histoire. Tout comme ce dernier, il pratique la pelote basque durant sa jeunesse. Il commence également le cyclisme vers l'âge de douze ans au prenant une licence au Club Ciclista Ermitagaña. Après avoir concilié les deux sports, il choisit définitivement le vélo en catégorie cadets (moins de 17 ans). 
De 2020 à 2022, il court chez Lizarte, réserve de l'équipe professionnelle Kern Pharma. Durant ces trois saisons, il se distingue en obtenant plusieurs victoires et diverses places d'honneur, notamment dans des manches de la Coupe d'Espagne amateurs. Il est également sélectionné en équipe d'Espagne espoirs. 
Il passe finalement professionnel chez Kern Pharma, après y avoir été stagiaire.

## Palmarès
- 2021
  - Premio Primavera
  - 1re étape du Tour de Valence
  - 2e du Mémorial Santisteban
  - 2e du Mémorial Sabin Foruria
  - 2e du Tour de Valence
- 2022
  - Xanisteban Saria
  - 2e de l'Aiztondo Klasika
  - 2e de la Clásica Ciudad de Torredonjimeno
  - 2e du San Roman Saria
  - 2e de l'Andra Mari Sari Nagusia